# فلوید هیل (کلرادو)

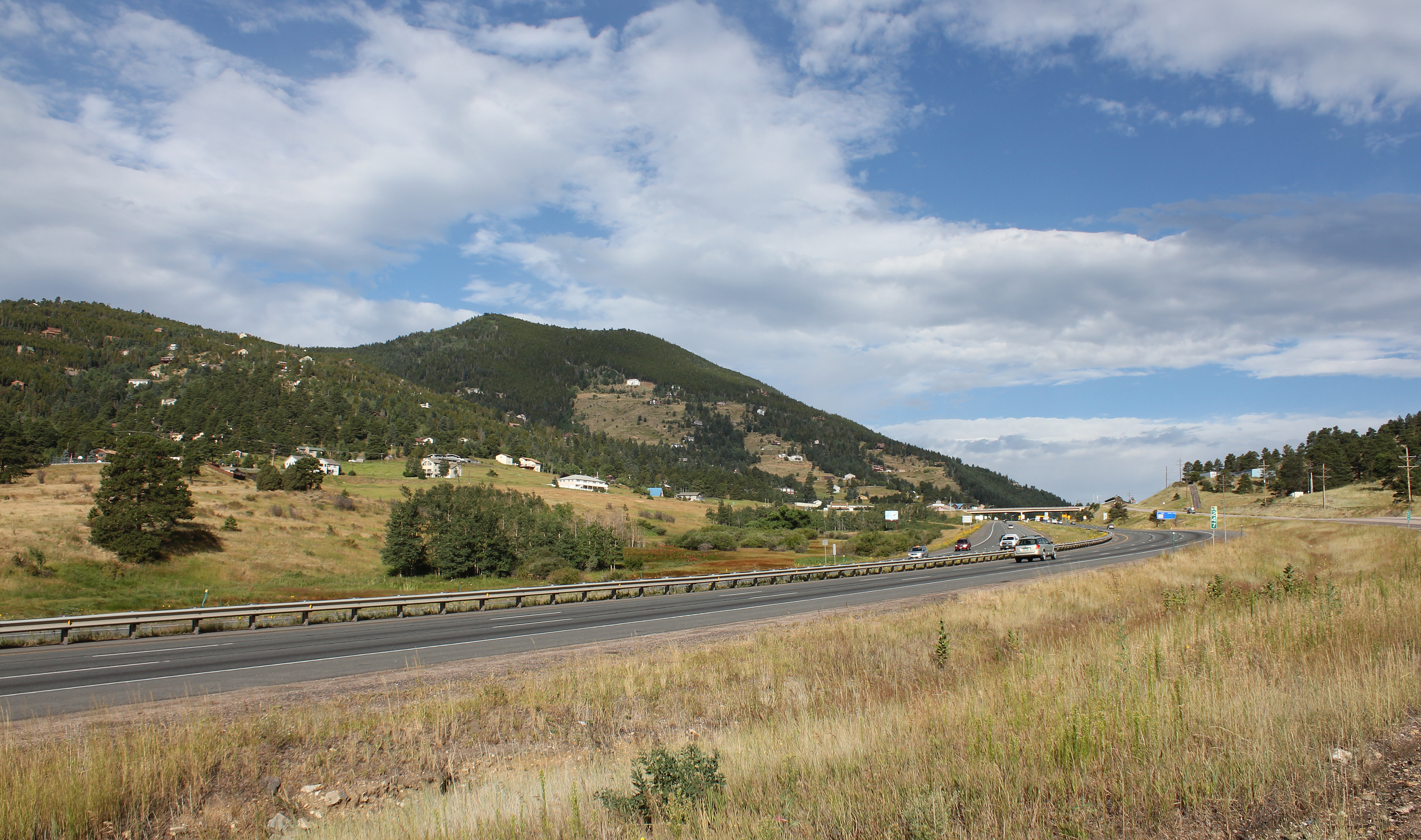
شاهراه ۷۰ بین ایالتی از طریق فلوید هیل می‌رود.

فلوید هیل، کلرادو (انگلیسی: Floyd Hill, Colorado) حوزه سرشماری است(CDP) و در شهرستان کلیر کریک، ایالت کلرادو در ایالات متحده واقع شده‌است. جمعیت آن در پی سرشماری سال ۲۰۱۰ قریب به ۹۹۸ نفربود. موقعیت فلوید هیل درست در شاهراه بین ایالتی I-70 در شهرستان کلیر کریک است. فلوید، رئیس شرکت راهسازی کلیر واگن می‌باشد که از ۱۸۶۰ فعالیت دارد. فلوید مالک مزرعه روی تپه و اطراف آن است، که به «هیل فلوید» موسوم است و شرکت خود را در آن ساخته و جاده شرکت را احداث کرده‌آند و از چشمه آیداهو تا مزرعه برگن امتداد دارد.